# Carl Bosch
Carl Bosch (Colonia, 27 de agosto de 1874 - Heidelberg, 26 de abril de 1940) fue un químico e ingeniero alemán galardonado con el Premio Nobel de Química del año 1931 por su trabajo sobre la síntesis del amoniaco.
Al estallar la Primera Guerra Mundial, hizo al Ministerio de Guerra la promesa del ácido nítrico, un contrato para el suministro de grandes cantidades de ácido nítrico. Basándose en la experiencia de la tecnología de alta presión introducida por Bosch, BASF desarrolló otros procesos de alta presión como la producción de metanol a partir de monóxido de carbono e hidrógeno, la síntesis de aceite isobutílico, la síntesis de urea a partir de amoníaco y dióxido de carbono y el proceso Bergius-Pier para producir gasolina sintética para motores a partir de carbón.
Sus dotes diplomáticas como representante de la industria química alemana en las negociaciones del Tratado de Paz de Versalles en 1919, así como su compromiso con la solución de los problemas alimentarios tras la Primera Guerra Mundial, le convirtieron en una de las figuras más influyentes de la industria química alemana.
Entre 1919 y 1925, Bosch, que era doctor en química, fue presidente del consejo de administración de BASF y, posteriormente, de IG Farben, la mayor empresa química del mundo en aquella época, que se fundó bajo su dirección. Bajo la presión del régimen nazi, Bosch dimitió como presidente del consejo de administración en 1935 y fue elegido presidente del consejo de supervisión de I.G. Farben tras la muerte de Carl Duisberg.
Numerosas sociedades científicas honraron al Bosco por su trabajo. Debido a sus logros de ingeniería en el campo de la química de alta presión en el desarrollo del proceso Haber-Bosch, la Fundación Nobel le concedió el Premio Nobel de Química en 1931, junto con Friedrich Bergius. Como sucesor de Max Planck, Bosch se convirtió en 1937 en presidente de la Sociedad Kaiser Wilhelm. Bosch cayó en una profunda depresión, entre otras cosas por los acontecimientos políticos en Alemania, e intentó suicidarse en 1939. Murió un año después, el 26 de abril de 1940 en Heidelberg.

## Biografía
Estudió en el Instituto Politécnico de Charlottenburgo (hoy Universidad Técnica de Berlín) y, a partir de 1892, en la Universidad de Leipzig donde se licenció en 1898.
En 1919 ocupó la dirección general de BASF. En 1925 fue uno de los fundadores de la empresa IG Farbenindustrie, importante grupo de empresas químicas alemanas resultado de la fusión de BASF, Agfa y Hoechst, del que luego sería director general entre 1935 y 1940. 

#### Época del nacionalsocialismo a partir de  1933

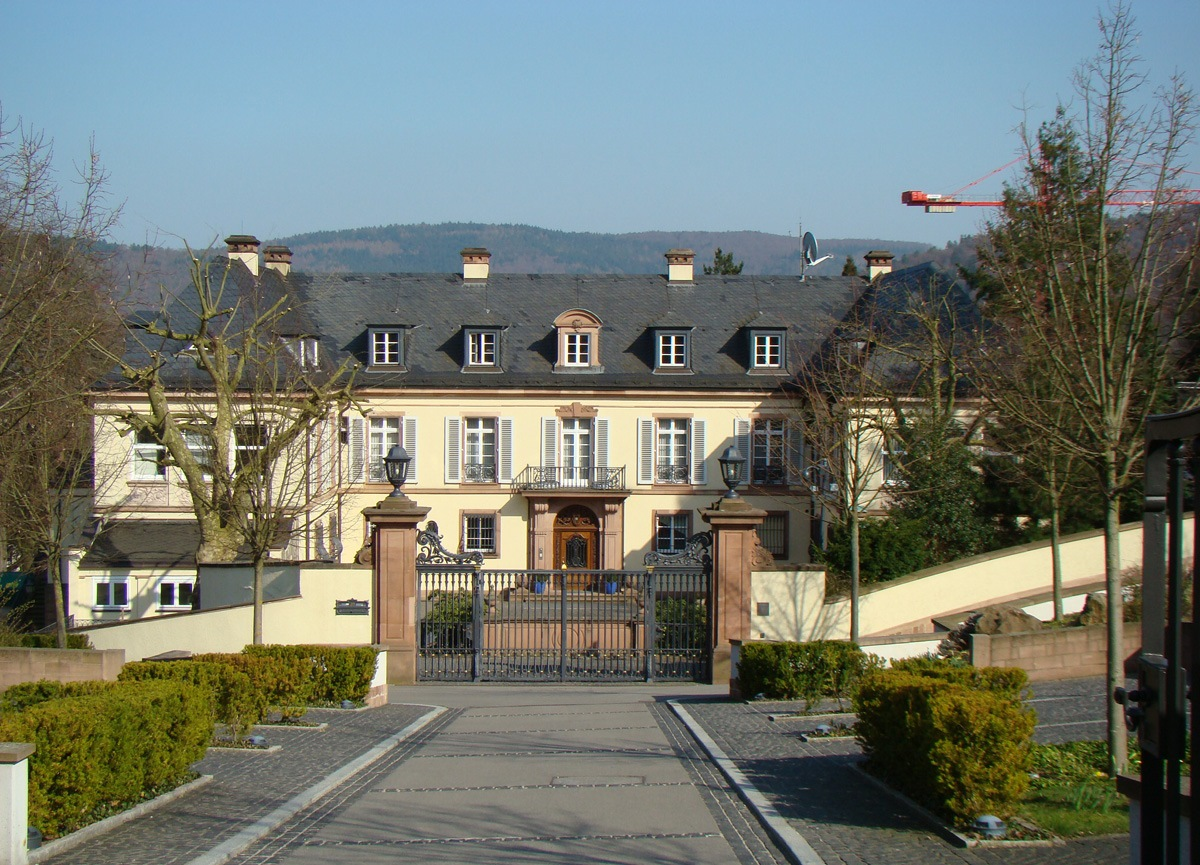
La Villa Bosch en Heidelberg, residencia de la familia Carl Bosch desde 1923.

Carl Bosch pertenecía al Partido Democrático Alemán. Aunque Bosch rara vez se expresaba políticamente en público, antes de 1933 I.G. Farben apoyaba varios periódicos que defendían la política de Gustav Stresemann, así como campañas del Partido Popular Alemán, del Partido Democrático Alemán y del Partido de Centro Alemán. Wilhelm Ferdinand Kalle, miembro del consejo de administración de I.G. Farben, intentó unir a estos partidos contra Hitler y Alfred Hugenberg. Dos miembros del consejo de supervisión de I.G. Farben, el no partidista Hermann Warmbold y Paul Moldenhauer del Partido Popular Alemán fueron ministros de economía y finanzas en los gabinetes de Heinrich Brüning, Hermann Müller, Franz von Papen y Kurt von Schleicher.
Bosch mostró una actitud ambivalente hacia el nacionalsocialismo. Inicialmente, dijo de Hitler: "Sólo hay que mirarlo para saberlo", expresando su desaprobación de Hitler. Más tarde, volvió a elogiar a Hitler como "el hombre que fue el primero en reconocer claramente que el desempleo era el problema cardinal de la penuria económica y el único en aplicar medidas para superarlo". En 1933, la Leuna-Werke se enfrentó al problema de que la producción de gasolina sintética mediante el proceso Bergius-Pier era mucho más cara que la gasolina importada. Adolf Hitler concedió entonces aranceles de protección para mantener la competitividad de la gasolina alemana.
Al comentar la declaración de Hitler de que el combustible sintético era "absolutamente necesario para una Alemania políticamente independiente", Bosch dijo: "El hombre es más sensato de lo que pensaba. " En una declaración titulada Donde hay voluntad, hay camino, Bosch escribió en 1933 que "por primera vez desde la Guerras un gobierno alemán no sólo hace promesas, sino que también actúa"." Apoyó especialmente las medidas para crear puestos de trabajo y reducir la presión fiscal.
Su empresa se benefició de los esfuerzos de autarquía del Reich alemán. Así, Bosch apoyó a Hitler para asegurar su investigación económicamente y promover sus intereses personales, y proclamó cada vez más su aprecio por el régimen. Por otra parte, ningún miembro de la dirección de I.G. Farben fue miembro del NSDAP hasta 1933. El propio Bosch nunca se afilió al NSDAP.
Carl Bosch fue uno de los miembros fundadores de la Academia de Derecho Alemán en 1933. I.G. Farben, que Bosch dirigía como presidente del consejo de administración, apoyó al NSDAP en la campaña electoral de 1933 con 400. 000 Reichsmark - la mayor donación de la industria alemana a este partido en ese año - con el fin de allanar el camino para el contrato celebrado posteriormente para el suministro de 350.000 toneladas de gasolina hidrogenada. Los esfuerzos autárquicos de los nacionalsocialistas por una Alemania independiente de las materias primas y el inicio de la economía armamentística fomentaron o salvaron los proyectos favoritos de Bosch, la producción de caucho sintético (gomas Buna) y de gasolina sintética. I.G. Farben fue amenazada con una pérdida de 300 millones de Reichsmarks debido a la falta de rentabilidad.
Por otro lado, Bosch se opuso al antisemitismo nazi por razones personales y profesionales. Entre sus colegas más cercanos en 1933 había varios judíos. Por ejemplo, Ernst Schwarz, secretario de Bosch desde 1918, era hijo de un rabino. La participación financiera de I.G. Farben en un fondo electoral para Hitler se produjo en contra de su voluntad. Hermann Göring invitó personalmente a Bosch a la Reunión del 20 de febrero de 1933, a la que, sin embargo, fue excusado. El representante de I.G. Farben, Georg von Schnitzler, que había ido a la reunión en su lugar, informó a Bosch después. Hitler pronunció un largo discurso en la reunión sobre los peligros del comunismo. A continuación, Hjalmar Schacht sorprendió a los reunidos pidiéndoles que suscribieran un fondo electoral de tres millones de Reichsmark para el NSDAP, el Partido Popular Alemán y el Kampffront Schwarz-Weiß-Rot. El representante de I.G. Farben no era el único que podía excluirse. Cuando Carl Bosch se enteró, guardó silencio y se limitó a encogerse de hombros, lo que siempre era señal de que algo le disgustaba. Bosch no ocultó después lo enfadado que estaba por esto y lo equivocado que le parecía este apoyo. Sin embargo, se encontraba ante un hecho consumado y ya no podía cambiar nada. En 1934, el jefe de prensa de I.G. Farben, Heinrich Gattineau, fue detenido en el curso de una "purga" con motivo del Putsch de Röhm, ya que él mismo era miembro del Sturmabteilung. Tras su salida de la cárcel, Gattineau se dirigió a Bosch, quien se desentendió del posible cese de su empleo con las siguientes palabras: "¡Claro que seguirás en tu puesto!

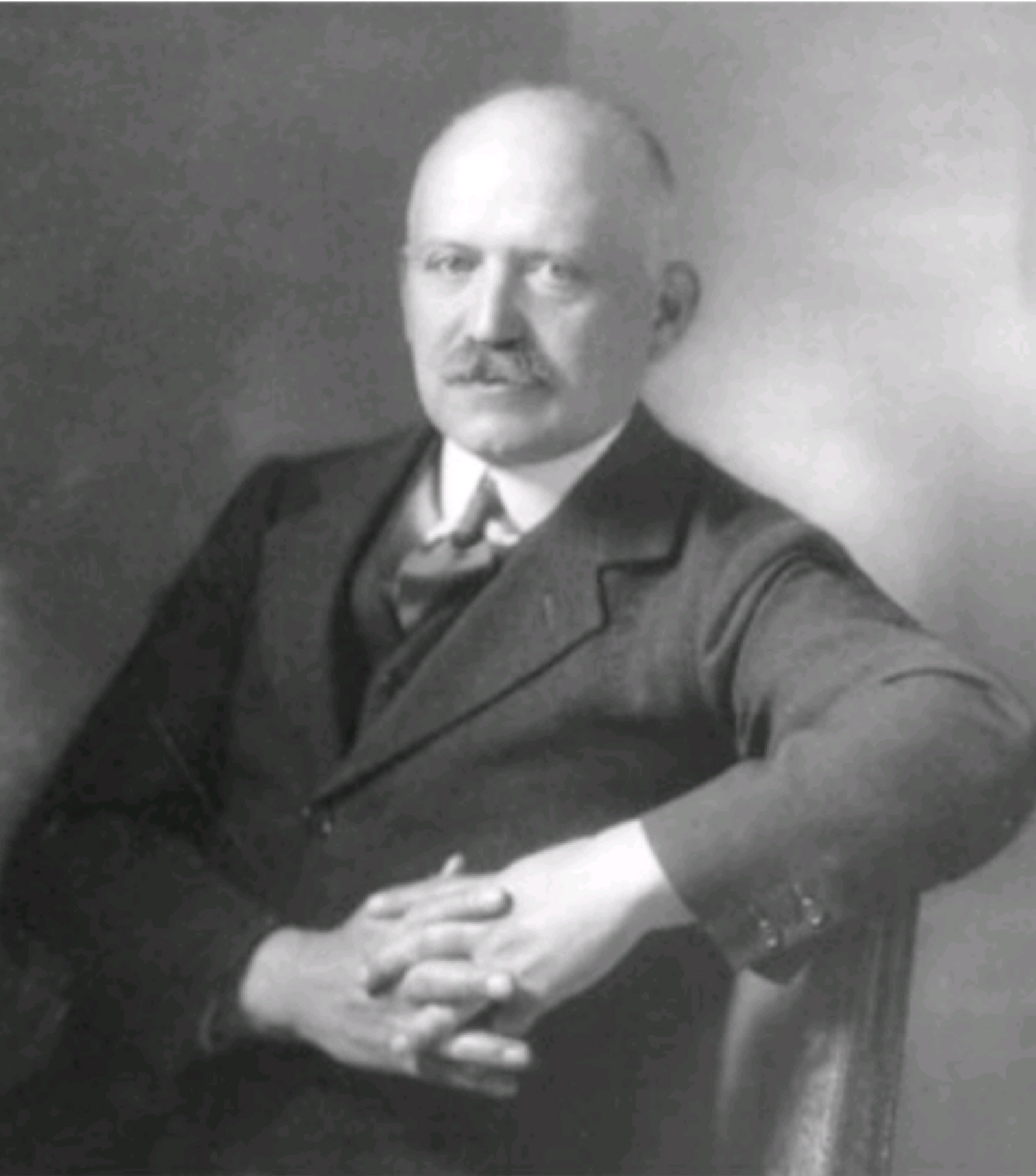
Carl von Weinberg

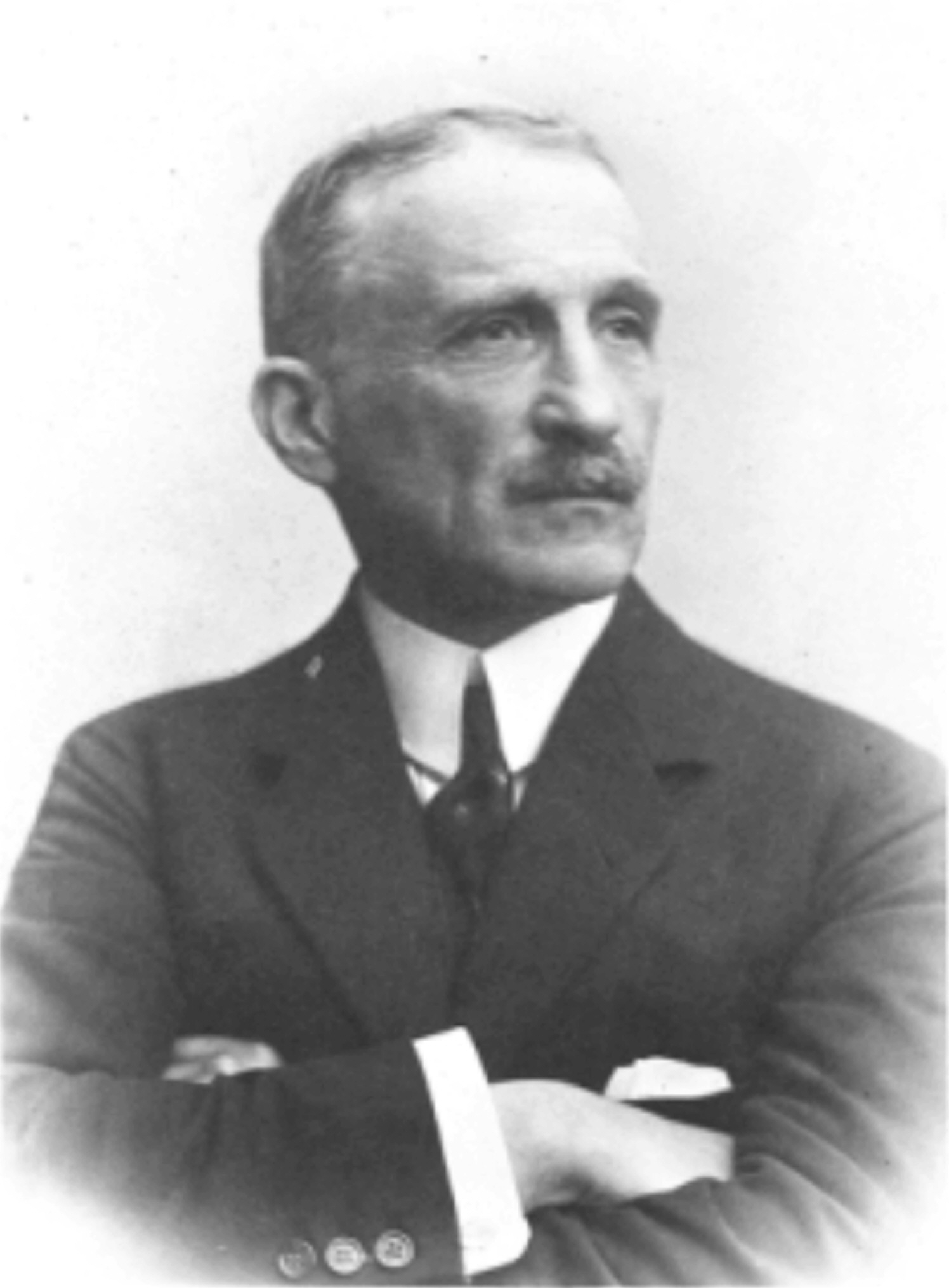
Arthur von Weinberg

Carl Bosch se oponía especialmente a la legislación antisemita y hacía campaña para que los científicos judíos permanecieran en Alemania. Como industrial nacionalista alemán, Bosch no se opuso inicialmente a la "Machtergreifung", pero experimentó que Hitler no se prestaba a argumentos racionales. Por esta razón, su relación con Hitler no era especialmente buena. Ofreció ayuda a su colega Fritz Haber cuando éste fue expulsado en 1933 y muchos colegas especialistas le dieron la espalda. En una celebración organizada por Max Planck para conmemorar el aniversario de la muerte de Haber en enero de 1935, Bosch se presentó con todos los directores disponibles de I.G. Farben; a los científicos empleados en las universidades se les prohibió por decreto la asistencia por parte del Ministro de Educación del Reich Bernhard Rust.
Bosch ordenó el despido de todos los noarios asociados de I.G. Farben sólo en 1937. Esto se hizo bajo la presión de las leyes nazis, a través de denuncias de sus propias plantas, y por miedo a la expropiación; bajo las leyes raciales nazis, una empresa con un solo director de ascendencia judía era considerada una empresa judía. Alrededor de un tercio del consejo de supervisión, entre los que se encontraban los hermanos Carl y Arthur von Weinberg, Otto von Mendelssohn Bartholdy, Alfred Merton Richard Merton, Ernst von Simson, Wilhelm Peltzer y Gustav Schlieper fueron relevados de sus funciones. Miembros del consejo de administración como Carl Krauch, Fritz ter Meer, Georg von Schnitzler, Max Ilgner, Otto Ambros, Friedrich Jähne [Christian Schneider (químico), Carl Wurster, Carl Lautenschläger (médico) y Ernst Bürgin se unieron al NSDAP ese mismo año.
En contraste con los acuerdos con los nacionalsocialistas están los numerosos intentos de Carl Bosch, finalmente inútiles, de oponerse a la política nacionalsocialista hacia los judíos y de defender a los ciudadanos judíos individualmente. Entre ellos se encontraban sobre todo los colegas de Bosch, químicos y empleados de I.G. Farben, como el premio Nobel Fritz Haber, que perdió todas sus funciones en la ciencia alemana en 1933 y murió en el exilio en 1934. Bosch consideraba que la supresión y el despido de los científicos judíos era un gran problema y criticaba la política nazi contra la ciencia.
Reiteró su llamamiento a la promoción de la ciencia y la educación por parte del Estado y la industria, por lo que su reputación internacional le salvó de las sanciones políticas. Era de la opinión de que los puestos de importancia partidista en la industria, la empresa y la ciencia debían ser ocupados por expertos de estos campos y no por políticos nazis ajenos a ellos. De este modo, esperaba poder evitar lo peor. Se dio cuenta demasiado tarde de que esta esperanza era falsa y que se convirtió en cómplice de los crímenes del régimen nazi. Bosch contó a Richard Willstätter una reunión con Hitler en la que había abordado su política hacia los judíos. Según Bosch, advirtió a Hitler de que la expulsión de los científicos judíos haría retroceder la física y la química alemanas cien años. Entonces Hitler comenzó a gritar: "¡Entonces trabajaremos sin física y química durante cien años!". Luego llamó a su ayudante y declaró con exagerada cortesía que el Geheimrat (Carl Bosch) quería irse. Ambas pautas de comportamiento - el apoyo al régimen nazi cuando se trataba de cuestiones económicas, por otro lado el rechazo de la política judía en particular cuando le afectaba personalmente - caracterizan la actitud ambivalente de Bosch.
Bosch murió el 26 de abril de 1940 en la ciudad de Heidelberg, situada en el estado de Baden-Wurtemberg.

## Investigaciones científicas
En 1899 comenzó a trabajar en la empresa BASF (Badische Anilin und Soda Fabrik). Desde 1908 hasta 1913 desarrolló el llamado proceso Haber-Bosch de síntesis del amoníaco a partir de hidrógeno y nitrógeno sometidos a altas presiones. Este método permitió emplear gas amoniaco en la fabricación de los abonos artificiales, que tanta influencia habrían de tener en el desarrollo de la agricultura en todo el mundo.
De este modo, el guano fue sustituido por este abono sintético en perjuicio de su principal proveedor de ese entonces, Chile.
Después de la Primera Guerra Mundial, trabajó en Proceso de Haber y la síntesis del petróleo y del metanol, con procedimientos de química de alta presión.
En 1931 le fue otorgado el premio Nobel de Química, compartido con Friedrich Bergius, por el descubrimiento y desarrollo del método de síntesis química a alta presión.

## Legado
El Proceso Haber-Bosch consume hoy más del uno por ciento de la producción energética de la humanidad y es responsable de la alimentación de aproximadamente un tercio de su población. Por término medio, la mitad del nitrógeno del cuerpo humano procede de fuentes fijadas sintéticamente, producto de una planta Haber-Bosch. Bosch era un ardiente coleccionista de insectos, minerales y gemas. ¡Sus meteoritos recogidos y otras muestras de minerales fueron prestados a la Universidad de Yale, y finalmente adquiridos por el Smithsonian. Era un astrónomo aficionado con un observatorio privado bien equipado. El asteroide (7414) Bosch fue nombrado en su honor.
¡Carl Bosch junto con Fritz Haber fueron votados como los ingenieros químicos más influyentes del mundo de todos los tiempos por los miembros de la Institución de Ingenieros Químicos.
El proceso Haber-Bosch, muy posiblemente el proceso químico más conocido del mundo, que capta el nitrógeno del aire y lo convierte en amoníaco, tiene su mano en el proceso de la Revolución Verde que ha ido alimentando a la creciente población del mundo.
Además, Bosch fue galardonado con numerosos premios, entre ellos el doctorado honorífico de la Hochschule Karlsruhe (1918), la medalla conmemorativa Liebig de la Asociación de Químicos Alemanes junto con la medalla Bunsen de la Sociedad Alemana Bunsen, el anillo Siemens y la medalla conmemorativa Grashof de Oro de la VDI. En 1931 recibió el Premio Nobel de Química por su contribución a la invención de la métodos químicos de alta presión.  Además, recibió la medalla Exner de la Asociación Comercial Austriaca y la medalla conmemorativa Carl Lueg.  Bosch también disfrutó de su pertenencia a varias academias científicas alemanas y extranjeras, y de su presidencia de la Sociedad Kaiser Wilhelm, de la que llegó a ser presidente en 1937.

## Reconocimientos
Recibió la medalla Liebig en 1919, otorgada por la Verein Deutscher Chemiker.

### Eponimia
- En su honor se bautizó el asteroide (7414) Bosch descubierto el 13 de octubre de 1990 por Lutz D. Schmadel y Freimut Börngen.
- El cráter lunar Bosch lleva este nombre desde el año 2009 en su memoria.[26]